# Georg Wollner
Georg Wollner (15. prosince 1903, Aš – 24. července 1948, Marburg) byl československý politik německé národnosti a meziválečný poslanec Národního shromáždění za Sudetoněmeckou stranu, za nacistické vlády funkcionář NSDAP.

## Biografie
Byl protestantského vyznání. Vychodil národní a měšťanskou školu a vyučil se zámečníkem. Pracoval u firmy Päsold v Plesné. Byl členem DNSAP. Po jejím rozpuštění roku 1933 začal od 1. října 1933 spolupracovat se stranou Konrada Henleina. Henlein ho do svého nového politického projektu povolal jako zástupce dělnictva. Roku 1933 se stal vedoucím místní skupiny SHF (předchůdkyně SdP) v Plesné a roku 1934 okresním vedoucím pro Cheb a Vildštejn. 10. března 1935 se stal krajským vedoucím SdP na Chebsku.
Profesí byl podle údajů k roku 1935 dělníkem v Chebu.
V parlamentních volbách v roce 1935 se stal poslancem Národního shromáždění. V rámci Sudetoněmecké strany patřil k radikálům. Na demonstraci 1. května 1938 v Chebu otevřeně přiznal, že SdP se hlásí k nacionálnímu socialismu a že se svými stížnostmi na národnostní politiků Československa se napříště bude obracet do Berlína. Opakovaně se také dostával do fyzických potyček na demonstracích. Roku 1935 byl ve Šternberku a roku 1937 v Chebu lehce zraněn. 17. února 1938 pak byl zraněn vážněji.
Poslanecké křeslo ztratil na podzim 1938 v souvislosti se změnami hranic Československa.
Během nacistické vlády a druhé světové války zastával různé politické posty. Od záboru Sudet do roku 1939 byl okresním vedoucím NSDAP v Karlových Varech. Počátkem roku 1939 se pak přestěhoval do Liberce, kde byl jmenován župním inspektorem pro sudetské oblasti. Po neshodách s nadřízenými byl ovšem donucen odstoupit a roku 1940 přešel do Plzně, kde byl také okresním vedoucím NSDAP. Od roku 1938 zasedal za NSDAP na Říšském sněmu v Berlíně.
V dubnu 1945 nařídil Hitler zřídit v Sudetech Freikorps Adolf Hitler. Do jehož vedení byl poté Wollner jmenován. Podařilo se mu naverbovat asi sto žen a mužů, kteří pocházeli hlavně ze severozápadních Čech a poté je i částečně vycvičit. Poté Wollner oddíl rozpustil a všichni odjeli domů nebo na určená stanoviště. Pro rychlý postup Rudé armády a kapitulaci Německa do bojů už nezasáhli. S koncem války odešel Wollner do Německa, kde se mu podařilo ukrýt. Díky tomu nebyl souzen a ani potrestán.